# Bataille de Tsaritsine
La bataille de Tsaritsine (en ukrainien : Оборона Царицына) désigne une série d'affrontement en 1918 et 1919 pour la ville de Tsaritsine.
La ville de Tsaritsine est le théâtre de durs combats durant la guerre civile russe. Initialement aux mains des bolcheviques, la ville est prise, le 30 juin 1919, par l’armée du Caucase des Forces armées du Sud de la Russie sous la direction du général Piotr Nikolaïevitch Wrangel. Les forces communistes dirigées par Kliment Vorochilov et Semion Boudienny, reprennent la ville en décembre 1919, et s'assurent définitivement de son contrôle en janvier 1920 ; Staline participa à la bataille, en faisant exécuter, sous les encouragements de Lénine, tous les contre-révolutionnaires avérés ou présumés.

## En images

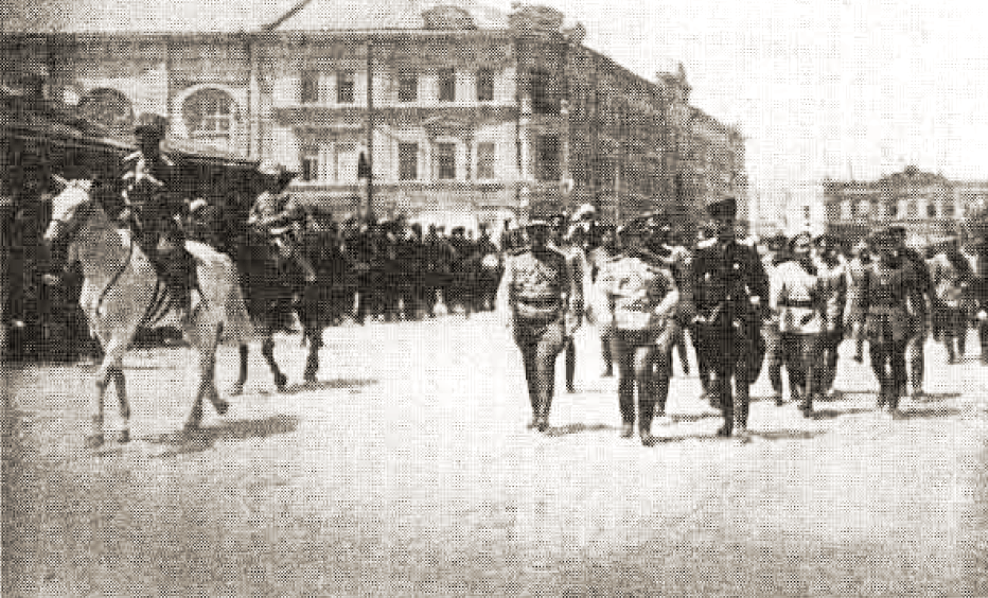
Dénikine et Wrangle en 1919.
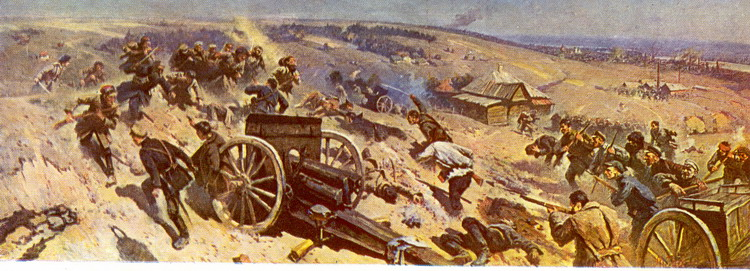
Représenté
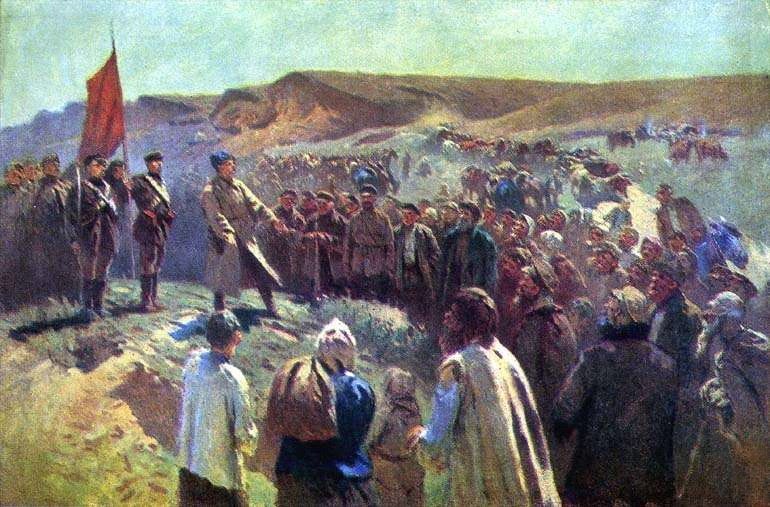
par
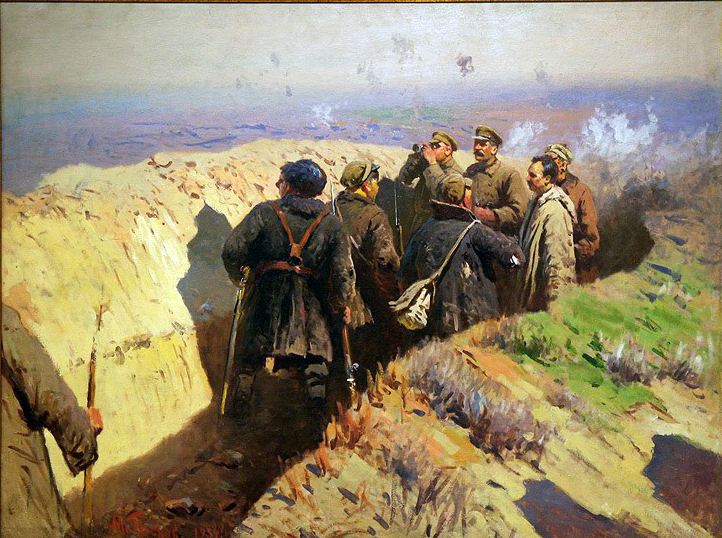
Mitrophane Grekov.